# Sinovite simmetrica sieronegativa remittente con edema improntabile
Sinovite simmetrica sieronegativa remittente con edema improntabile (o talvolta RS3PE ) è una sindrome rara identificata da poliartrite simmetrica, sinovite, edema acuto improntabile della parte posteriore delle mani e/o dei piedi e con fattore reumatoide sierico negativo. Se non è possibile identificare alcun disturbo di base (RS3PE idiopatico), si ha una prognosi eccellente con ottima risposta al trattamento.
La RS3PE coinvolge tipicamente le articolazioni delle estremità, in particolare le articolazioni interfalangee, le articolazioni metacarpo-falangee prossimali, i polsi, le spalle, i gomiti, le ginocchia e le caviglie. È più comune negli anziani, con un'età media compresa tra 70 e 80 anni. Si verifica più spesso negli uomini che nelle donne con un rapporto 2:1. Non è nota l'incidenza. 

## Segni e sintomi
Gli individui affetti da RS3PE presentano in genere episodi ripetuti di sinovite e gonfiore della parte terminale degli arti. Gli arti superiori vengono colpiti più frequentemente degli arti inferiori (anche se tendenzialmente vengono colpiti entrambi i distretti corporei).

## Eziologia
La RS3PE è una sindrome che può essere primaria/idiopatica come secondaria ad altre condizioni. Poiché non esiste un test diagnostico, è necessario escludere altre condizioni prima di dare una diagnosi definitiva. 
La RS3PE va in diagnosi differenziale con la polimialgia reumatica (PMR), sebbene il dolore, la rigidità e la debolezza a livello delle spalle e della cintura pelvica con sintomi sistemici associati (febbre, malessere, affaticamento, perdita di peso) sia più tipico della polimialgia reumatica. Studi prospettici hanno trovato un sottogruppo di pazienti con PMR (polimialgia reumatica) con edema della mano e altre somiglianze. Pertanto, la RS3PE è stata proposta come condizione correlata al PMR o come facente parte dello stesso disturbo. Tuttavia, la PMR richiede in genere cicli prolungati di steroidi, mentre la RS3PE richiede cicli terapeutici più brevi.
Altri disturbi reumatologici simili sono l'artrite reumatoide a esordio tardivo (sieronegativa), la sarcoidosi acuta, la spondilite anchilosante e altre spondiloartropatie come l'artrropatia psoriasica, la malattia del tessuto connettivo misto, la condrocalcinosi e l'artropatia da amiloide.
La RS3PE è stata documentata in pazienti con tumori (linfoma non Hodgkin, carcinoma gastrico, carcinoma pancreatico, carcinoma polmonare, carcinoma mammario, carcinoma del colon, carcinoma prostatico e della vescica, tra gli altri), in cui potrebbe rappresentare una manifestazione paraneoplastica. Altri disturbi di base comprendono vasculiti come la poliarterite nodosa.
Altre cause di edema includono insufficienza cardiaca, ipoalbuminemia, sindrome nefrosica e stasi venosa. La caratteristica distintiva chiave è che queste condizioni non tendono a manifestarsi con edema improntabile a livello delle mani. 

## Patogenesi
La fisiopatologia rimane sconosciuta. Uno studio ha suggerito un possibile ruolo per il fattore di crescita endoteliale vascolare. Uno studio con la risonanza magnetica ha scoperto che la tenosinovite degli estensori delle mani e dei piedi è il principale fattore favorente l'edema.

## Diagnosi
L'ecografia e la risonanza magnetica delle mani e dei piedi sono state proposte come utili indagini diagnostiche.
Alcuni studi hanno correlato la RS3PE all' HLA-B27, mentre altri no. 

## Trattamento
La RS3PE risponde in modo eccellente ai corticosteroidi a basso dosaggio, con remissione sostenuta e spesso completa. Anche i farmaci antinfiammatori non steroidei (FANS) sono efficaci. L'idrossiclorochina si è dimostrata efficace in alcuni casi.

## Storia
In un articolo del 1985 pubblicato sul Journal of American Medical Association, McCarty e colleghi descrissero per la prima volta una serie di casi di pazienti con questo disturbo, per i quali hanno coniato l'abbreviazione RS3PE. Inizialmente si pensava che la RS3PE rappresentasse una forma di artrite reumatoide sieronegativa, ma ora si ritiene che sia una sindrome a sé stante.